# CODATA
A CODATA (az angol Committee on Data for Science and Technology kifejezésből képzett betűszó, aminek a jelentése Tudományos és Technológiai Adatok Bizottsága) egy párizsi székhelyű bizottság, amely a fontos állandók elérhetőségének és minőségének a javítását szolgálja. 1966-ban alapították. 1969-ben tette közzé az első listát, melyet 1986-ban, 1998-ban, 2002-ben, 2006-ban, 2010-ben és 2014-ben újabbak követtek, a legújabb pedig 2018-as.
Elérhetősége: 51, Bld de Montmorency, 75016 Párizs, Franciaország.